# Якубово-Любінське
Якубово-Любінське (пол. Jakubowo Lubińskie) — село в Польщі, у гміні Пшемкув Польковицького повіту Нижньосілезького воєводства.
Населення — 304 особи (2011).
У 1975-1998 роках село належало до Легницького воєводства.

## Демографія
Демографічна структура станом на 31 березня 2011 року:
|          | Загалом | Допрацездатний вік | Працездатний вік | Постпрацездатний вік |
| -------- | ------- | ------------------ | ---------------- | -------------------- |
| Чоловіки | 154     | 31                 | 103              | 20                   |
| Жінки    | 150     | 24                 | 87               | 39                   |
| Разом    | 304     | 55                 | 190              | 59                   |